# Coptocercus abberrans
Coptocercus abberrans är en skalbaggsart som först beskrevs av Newman 1840.  Coptocercus abberrans ingår i släktet Coptocercus och familjen långhorningar. Inga underarter finns listade i Catalogue of Life.